# D (프로그래밍 언어)
D는 디지털 마스의 월터 브라이트가 개발한 객체 지향 명령형 프로그래밍 언어이다. 2001년 공개되었다. C++의 리엔지니어링으로 기원하였으나 D는 해당 언어와는 별개의 언어이다. 일부 핵심 C++ 기능들을 다시 설계하였으며 자바, 파이썬, 루비, C#, 에펠과 같은 다른 언어들의 특징들을 공유하기도 한다.
이 언어의 설계 목적은 현대의 동적 언어의 표현 능력을 가지고 컴파일 언어의 성능과 안전의 병합을 시도하는 것이다. 관용적인 D 코드는 동등한 C++ 코드보다 크기가 짧더라도 C++만큼 속도가 빠른 것이 보통이다. 이 언어는 전반적으로 메모리 안전에 속하지 않으나 메모리 안전을 검사하도록 설계된 선택적 속성을 포함한다.

## 예제 코드

### 헬로 월드 프로그램
```
import
 
std
.
stdio
;

int
 
main
(
string
 
args
[])

{

    
writeln
(
"안녕. D Programming Language!"
);

    
return
 
0
;

}

```

### 예제2
다음 예제는 콘솔에 명령행 인자를 출력한다.
```
import
 
std
.
stdio
:
 
writefln
;

void
 
main
(
string
[]
 
args
)

{

    
foreach
 
(
i
,
 
arg
;
 
args
)

        
writefln
(
"args[%d] = '%s'"
,
 
i
,
 
arg
);

}

```

## 구현
현재의 대부분의 D 구현체는 효율적인 실행을 위해 기계어로 직접 컴파일한다.
- DMD (Digital Mars D. 창시자인 월터 브라이트가 주도하는 메인 프로젝트.)
- GDC (GCC 백엔드용 프론트엔드)
- LDC (LLVM을 백엔드로 사용하는 프론트엔드)
- D 컴파일러 포 닷넷

## 같이 보기
- DMD 컴파일러